# Xác định độ tuổi tuyệt đối
Xác định niên đại tuyệt đối hay Xác định độ tuổi tuyệt đối là quá trình xác định niên đại cho những niên đại hoặc đối tượng vật chất xác định trong khảo cổ và địa chất học.
Trong thực tế tên quá trình đôi khi rút gọn thành Xác định tuổi tuyệt đối. Kết quả xác định tuổi tuyệt đối cho ra giá trị tuổi tuyệt đối trong thang thời gian của các sự kiện, được tính theo năm có độ dài là năm thiên văn hiện thời. Xác định tuổi tuyệt đối tương phản với xác định niên đại tương đối, đặt các sự kiện theo thứ tự (thời gian) mà không có bất kỳ thước đo độ tuổi nào giữa các sự kiện. Trong thời gian dài xác định niên đại tương đối là phương pháp chính để lập quan hệ địa tầng trong địa thời học.
Một số nhà khoa học muốn dùng các thuật ngữ khác, như đo thời gian (chronometric) hoặc xác định niên đại theo lịch (calendar dating), vì việc sử dụng từ "tuyệt đối" dễ gây lầm lẫn rằng có ngụ ý một sự chắc chắn, trong khi không có cơ sở về độ chính xác. Từ "tuổi" cũng dễ gây nhầm lẫn với "tuổi sinh học" của di vật khảo cổ học, ví dụ tuổi tuyệt đối của Người băng Ötzi là 3345 BCE (hay 5345 năm trước đây) chết ở tuổi sinh học từ 40 đến 53.

## Khái quát
Trong khảo cổ học, xác định niên đại tuyệt đối thường dựa trên các đặc tính vật lý, hóa học và tuổi thọ của vật liệu tạo tác, tòa nhà hoặc các vật dụng khác đã được con người và các mối liên hệ lịch sử sửa đổi với các vật liệu có niên đại đã biết (tiền xu và lịch sử viết). Các kỹ thuật bao gồm vòng cây trong gỗ, xác định niên đại bằng cacbon phóng xạ của gỗ hoặc xương, và các phương pháp xác định niên đại bằng điện tích bị bắt giữ (trapped-charge dating) như xác định niên đại bằng huỳnh quang nhiệt cho vật liệu gốm tráng men.
Tiền xu được tìm thấy trong các cuộc khai quật có thể có ngày sản xuất được ghi trên đó hoặc có thể có hồ sơ bằng văn bản mô tả đồng xu và thời điểm nó được sử dụng, cho phép liên kết di chỉ khảo cổ với một năm dương lịch cụ thể. Các mẫu vật có tuổi trong vòng 10.000 năm còn có thể thực hiện Định tuổi khảo cổ bằng từ tính.
Trong địa chất học lịch sử thực hiện xác định niên đại tuyệt đối chủ yếu bằng các phương pháp định tuổi bằng đồng vị phóng xạ, liên quan đến việc sử dụng sự phân rã phóng xạ của các nguyên tố bị mắc kẹt trong đá hoặc khoáng chất, bao gồm các hệ đồng vị từ rất trẻ (Định tuổi bằng cacbon-14) đến các hệ thống như xác định niên đại uranium-chì cho phép thu được niên đại tuyệt đối của một số loại đá lâu đời nhất trên Trái Đất.

## Tuổi tuyệt đối
Tuổi tuyệt đối của sự vật là khoảng thời gian từ lúc nó hình thành đến ngày nay theo thang thời gian của các sự kiện, được tính theo năm có độ dài là năm thiên văn hiện thời. Các bội số sử dụng trong địa chất và khảo cổ học có:
- Ka: Kiloannum, ngàn năm,
- Ma: Megaannum, triệu năm,
- Ga: Gigaannum, tỷ năm.

Kèm theo, nhất là trong văn liệu tiếng Anh, có thể có chữ viết tắt BP (cho before present) có nghĩa là "trước đây", "trước ngày nay".
Thời điểm tham chiếu "ngày nay" từng được quy ước là năm 1950 khi một số phương pháp định tuổi tuyệt đối ra đời, sau đó là năm 1970 và gần đây là năm 2000. Nếu tuổi đủ lớn để bỏ qua các số năm lẻ, ví dụ 100 Ka, thì coi "ngày nay" là "hiện tại thật sự". Trong khảo cổ học thường lấy mốc "Trước Công nguyên" (BC) để tránh tham chiếu đến mốc "ngày nay".

## Các phương pháp phóng xạ
Xác định niên đại bằng phương pháp đo phóng xạ dựa trên tốc độ phân rã đã biết và không đổi của các đồng vị phóng xạ có trong mẫu vật, sinh ra các đồng vị con của chúng. Khi mẫu vật hóa rắn hoặc ngừng trao đổi vật liệu với môi trướng thì các thành viên của dãy phân rã được chốt trong vật thể, và việc xác định tỷ lệ các đồng vị liên quan cho phép tính ra khoảng thời gian (tuyệt đối) từ lúc quá trình chốt giữ bắt đầu, coi như sự kiện là hình thành, đến ngày nay. Các đồng vị cụ thể và phương pháp đo thích hợp được lựa chọn cho nhóm các đối tượng mẫu vật cụ thể là khác nhau, tùy theo dải giá trị tuổi và các cơ chế tương tác với các đồng vị phóng xạ.
Địa chất học quan tâm đến dải từ triệu năm đến cỡ 4,54 Ga, lúc hình thành Trái Đất và là bắt đầu của đối tượng của địa chất học. Lịch sử phát triển hệ Mặt Trời dẫn đến hiện nay trên Trái Đất có mặt 3 đồng vị phóng xạ có chu kỳ bán rã đủ dài và hàm lượng hiện đủ để đánh dấu sự kiện. Khảo cổ học quan tâm đến khoảng thời gian gần đây, từ lúc xuất hiện người cổ xưa vào cỡ 1,2 Ma đến nay.
Có hai nhóm đồng vị phóng xạ có nguồn gốc tự nhiên khác nhau được dùng cho định tuổi. Tham số chính được nêu trong bảng.

### Đồng vị nguyên thủy
Các đồng vị nguyên thủy là động vị có mặt từ khi hình thành hệ Mặt Trời. Do có thời gian bán rã dài một vài tỷ năm, nên đến nay vẫn còn có hàm lượng nhất định trong đất đá. Chúng dùng cho định tuổi đất đá trong địa chất học.
1. Thori là nguyên tố phóng xạ, trong đất đá tự nhiên có hàm lượng 3 - 30 ppm, trong đó đồng vị 232Th có chu kỳ bán rã là 14,05 tỷ năm. Họ phân rã 232Th có 12 nguyên tố và kết thúc ở đồng vị chì 208Pb.
2. Urani là nguyên tố phóng xạ, trong đất đá tự nhiên có hàm lượng 1 - 10 ppm, trong đó đồng vị là 238U (chiếm tỷ lệ 99,284 % U), có chu kỳ bán rã là khoảng 4,47 tỷ năm. Họ phân rã 238U có tổng cộng 18 nguyên tố và kết thúc ở đồng vị chì 206Pb.
3. Kali trong đất đá tự nhiên ở vỏ Trái Đất có hàm lượng dao động từ 0,1 - 5 %, trong muối mỏ kali như sylvit, carnallit,... thì trên 10%. Kali có một đồng vị phóng xạ 40K, chiếm 0,012% trong kali tự nhiên, có chu kỳ bán rã 1,25 tỷ năm và phân rã thành 40Ar (11,2%) bằng cách bắt điện tử và bằng bức xạ positron, cũng như phân rã thành đồng vị ổn định 40Ca (88,8%) bằng phân rã beta.

Tuổi cần xác định là thời điểm hình thành của đất đá cần nghiên cứu, và có hai phương cách sinh đất đá mà phương pháp phóng xạ tham gia giải quyết được.
1. Các thể magma hay đá biến chất kết tinh hoặc hóa rắn, bắt đầu chốt giữ các sản phẩm của chuỗi phân rã phóng xạ, thường thực hiện với 232Th và 238U;
2. Các thể bùn sét lắng đọng, các thể muối kali kết tủa từ nước mặn, bắt đầu chốt giữ sản phẩm phân rã cúa Kali-40 (40K) phóng xạ là Argon-40 (40Ar).

Phép định niên đại này không áp dụng cho các đá có hàm lượng nguyên tố phóng xạ thấp và các thể đá rời rạc hoặc độ rỗng cao không thể giữ được các sản phẩm phân rã.

### Các đồng vị tia vũ trụ
Các đồng vị này hình thành do tương tác với hạt năng lượng cao trong tia vũ trụ, và sau đó xâm nhập vào khối vật chất đối tượng nghiên cứu theo phương cách xác định nào đó. Các đồng vị dùng cho định tuổi là đồng vị có thời gian bán rã đủ dài, từ một vài chục ngàn năm đến vài triệu năm. Chúng dùng cho định tuổi các đối tượng thuộc kỷ Đệ Tứ trong địa chất học và trong khảo cổ học.
Điển hình cho quá trình hình thành đồng vị từ tia vụ trụ là trường hợp của 14C. Các neutron trong tia vũ trụ tương tác với hạt nhân Nitơ 14N trong khí quyển theo dạng phản ứng (n-p):
n + 14
N → 14
C + p
Đồng vị 14C là đồng vị phóng xạ có thời gian bán rã là 5.730 năm.
Sau thời gian đủ dài phản ứng tạo ra và phân rã 14C cân bằng nhau, cho ra tỷ lệ đồng vị 14C trong CO2 trong không khí là xác định. Quá trình quang hợp của thực vật tiếp nhận cacbon từ CO2 trong không khí tạo ra chất hữu cơ, và từ đó làm thức ăn cho các sinh vật khác. Nó dẫn đến tỷ lệ đồng vị cacbon trong các mô hữu cơ của một cơ thể đang sống giống như trong CO2 của khí quyển.
Khi sinh vật chết thì sự trao đổi cacbon ngừng lại. Phản ứng phân rã 14C làm tỷ lệ đồng vị 14C trong tổng lượng cacbon của mẫu vật giảm dần theo thời gian, với thời gian bán rã đã nêu.
Xác định được tỷ số đồng vị 14C trong tổng lượng cacbon, với một số hiệu chỉnh, sẽ xác định được thời gian từ lúc sinh vật chết đến ngày nay.
| Đồng vị | Z  | N   | Thời gian bán rã | DM      | DE keV     | Nguồn gốc   | Ghi chú                                                                        |
| --- | -- | --- | ---------------- | ------- | ---------- | ----------- | ------------------------------------------------------------------------------ |
| Beryli-10 | 4  | 6   | 1,387 Ma         | β −     | 556        | Tia vũ trụ  | Dùng để kiểm tra xói mòn đất, hình thành đất từ tàn dư đá và tuổi của lõi băng |
| Carbon-14 | 6  | 8   | 5,7 Ka           | β −     | 156        | Tia vũ trụ  | Dùng cho Định tuổi bằng cacbon-14                                              |
| Alumin-26 | 13 | 13  | 717 Ka           | β +, EC | 4004       | Tia vũ trụ  | Dùng cho định tuổi đá, trầm tích                                               |
| Clo-36 | 17 | 19  | 301 Ka           | β −, EC | 709        | Tia vũ trụ  | Dùng cho định tuổi đá, theo dõi nước ngầm                                      |
| Kali-40 | 19 | 21  | 1,24 Ga          | β −, EC | 1330 /1505 | Nguyên thủy | Dùng cho định tuổi theo phương pháp K/Ar                                       |
| Calci-41 | 20 | 21  | 99,4 Ka          | EC      |            | Tia vũ trụ  | Dùng cho định tuổi đá carbonat                                                 |
| Bismuth-209 | 83 | 126 | 2,01×10 19 năm   | α       | 3137       | Nguyên thủy | Phân rã phát hiện năm 2003                                                     |
| Thori-232 | 90 | 142 | 14,05 Ga         | α       | 4083       | Nguyên thủy | Nguyên liệu hạt nhân thori, dùng trong định tuổi đá cổ                         |
| Urani-235 | 92 | 143 | 0,7 Ga           | α       | 4679       | Nguyên thủy | Nguyên liệu hạt nhân Urani                                                     |
| Urani-238 | 92 | 146 | 4,47 Ga          | α       | 4267       | Nguyên thủy | Đồng vị Urani chính, dùng trong định tuổi đá cổ                                |
| Chữ viết tắt: Z = Số nguyên tử; N = Số neutron; DM = Kiểu phân rã; DE = năng lượng phân rã; EC = bắt giữ electron |    |     |                  |         |            |             |                                                                                |

### Khái quát về đo đạc
Biểu thức toán học liên quan đến sự phân rã phóng xạ cho ra sản phẩm con trực tiếp (D, daughter) là 
D* = Do + N(t) (eλt − 1)
trong đó
t là tuổi của mẫu,
D* là hàm lượng sản phẩm phân rã trực tiếp (daughter) hiện có trong mẫu,
Do là hàm lượng sản phẩm phân rã trực tiếp có vào lúc hình thành mẫu vật (lúc tính tuổi), thường là bằng 0,
N(t) là hàm lượng nguyên tố phóng xạ hiện thời có trong mẫu, được xác định là N(t) = Noe-λt, trong đó No là hàm lượng nguyên tố phóng xạ có vào lúc hình thành mẫu vật,
λ là hằng số phân rã hay nghịch đảo của thời gian bán rã của nguyên tố phóng xạ.
Lúc mới ra đời phương pháp phóng xạ thực hiện bằng cách đếm số phân rã và đo tổng hàm lượng nguyên tố, để tính ra tỷ số đồng vị. Cách đo này đòi hỏi khối lượng mẫu vật phải đủ lớn, cỡ vài trăm gram, và đo bằng hệ đo bức xạ có ổn định cao. Dẫu vậy thì độ chính xác không cao, và chỉ cho phép xác định tuổi đến cỡ 3 lần thời gian bán rã.
Từ những năm 1970 phương pháp đo phổ khối gia tốc đã thay thế để xác định hàm lượng các đồng vị, cho ngay ra tỷ lệ các đồng vị trong dải khối lượng và điện tích đồng vị cần đo. Nó không cần "đợi" các hạt nhân phân rã. Nhờ vậy có thể sử dụng phương pháp này cho những mẫu đo có lượng nhỏ (như là 1 hạt kê), và kết quả thu được nhanh và chính xác cao hơn, kéo dài khoảng thời gian định tuổi khả dĩ đến cỡ 10 lần thời gian bán rã, ví dụ với 14C cho phép định tuổi đến cỡ 50.000 năm trước.

## Các phương pháp phát sáng
Các phương pháp phát sáng là kỹ thuật mới nổi, hoạt động dựa trên hiện tượng gọi là bắt giữ điện tích trong mạng tinh thể của đá dưới tác dụng của phóng xạ nền ở lớp vỏ Trái Đất (còn gọi là phông phóng xạ). Phương pháp áp dụng để định tuổi tuyệt đối cho đá rắn, công cụ đá thời tiền sử và khối gốm, với độ chính xác cỡ 15 %.

Các band của kim loại, bán dẫn và chất cách điện

Lý thuyết về vùng năng lượng trong vật lý chất rắn xác định rằng trong cấu trúc tinh thể năng lượng điện tử lớp ngoài ở mức nằm giữa vùng hóa trị (valence band) và vùng dẫn (conduction band). Do khuyết tật hay tạp chất lúc kết tinh mà trong mạng chất rắn tồn tại những điểm không hoàn hảo. Với một số chất cách điện nhất định, như thạch anh, fenspat, oxit nhôm,... các bức xạ ion hóa năng lượng cao đập vào tinh thể tạo ra cặp điện tử-lỗ trống: Các điện tử trong vùng dẫn và lỗ trống trong vùng hóa trị. Các điện tử được kích thích vào vùng dẫn ở điểm không hoàn hảo có thể bị bắt giữ trong bẫy điện tử hoặc lỗ trống. Lượng điện tử bị bắt giữ tỷ lệ với cường độ liều chiếu và thời gian chiếu, và phản ánh liều chiếu tích lũy của khối vật chất. 
 (Liều chiếu tích lũy) = (Cường độ liều chiếu) x (Thời gian chiếu)
Cường độ liều chiếu có giá trị tùy thuộc hàm lượng đồng vị phóng xạ trong đất đá ở vùng khảo sát, và thường cỡ 0.5 - 5 Gray/1000 năm. Việc đếm được số điện tử bị bắt giữ trong một đơn vị thể tích (hay mật độ điện tử bắt giữ), cho phép xác định ra liều chiếu tích lũy và từ đó tính ra thời điểm quá trình tích lũy bắt giữ bắt đầu, hay tuổi tuyệt đối của khối mẫu. Thời điểm này ứng với một trong hai trường hợp:
1. Nhiệt độ khối đá hạ xuống qua mức nhiệt 500 °C (nhiệt độ Curie của đất đá chủ yếu);
2. Khối đá ngừng được chiếu sáng hoặc nung nóng, thường ứng với công cụ đá được chôn vùi nằm yên trong di chỉ.

Phép đo đếm thực hiện kích thích các điện tử bị bắt giữ chuyển trạng thái, có thể thoát khỏi bẫy và chuyển lên mức năng lượng ở vùng dẫn. Từ vùng dẫn điện tử có thể tái hợp với các lỗ trống bị mắc kẹt trong bẫy. Nếu trung tâm với các lỗ trống là một trung tâm phát sáng (trung tâm tái tổ hợp bức xạ) thì sẽ xảy ra phát xạ ánh sáng. Các photon này được phát hiện bằng cách sử dụng một đèn nhân quang điện (PMT). Các tín hiệu từ đèn PMT được sử dụng để tính toán liều mà vật liệu đã hấp thụ.
Trong ứng dụng nói chung kỹ thuật này được gọi là "Đo liều chiếu bằng phát sáng kích thích", và có hai phương cách kích thích:
- Trong phép Phát sáng kích thích nhiệt thì mẫu vật được kích thích bằng nung nóng theo trình tự nhất định đến nhiệt độ thích hợp.
- Trong phép Phát sáng kích thích quang học (viết tắt tiếng Anh là OSL, Optically Stimulated Luminescence) thì mẫu vật được kích thích bằng ánh sáng có bước sóng thích hợp.

Đo liều chiếu là kỹ thuật phổ biến trong kiểm soát an toàn bức xạ, như tại các nhà máy điện hay trung tâm nghiên cứu ứng dụng hạt nhân. Tuy nhiên ứng dụng vào định tuổi thì kỹ thuật lấy mẫu, bảo quản, đo đạc và giải thích tài liệu khá phức tạp, giá thành cao, nên chỉ một số trung tâm khoa học lớn trên thế giới mới có trang bị này.

## Phương pháp vòng sinh trưởng
Phương pháp vòng sinh trưởng hay vòng tăng trưởng, "niên đại vòng cây" (Dendrochronology) là phương pháp xác định niên đại theo phân tích các mẫu vòng cây. Xác định niên đại vòng sinh trưởng có thể xác định niên đại thời gian mà vòng cây được hình thành, trong nhiều loại gỗ cho ra chính xác đến năm dương lịch.
Phương pháp được ứng dụng trong 3 lĩnh vực chính: 
- Cổ sinh vật học, nơi nó được sử dụng để xác định các khía cạnh nhất định của các hệ sinh thái trong quá khứ (nổi bật nhất là khí hậu);
- Khảo cổ học, nơi nó được sử dụng để xác định niên đại của các tòa nhà cũ, v.v.;
- Hiệu chỉnh phép xác định niên đại bằng cacbon phóng xạ.

Ở một số khu vực trên thế giới, gỗ có thể có niên đại vài nghìn năm, thậm chí nhiều nghìn năm. Hiện tại, thời gian tối đa cho các niên đại được cố định hoàn toàn là hơn 11.000 năm trước.

## Phương pháp amino acid
Xác định niên đại bằng amino acid là kỹ thuật xác định niên đại được sử dụng để ước tính tuổi của mẫu vật trong cổ sinh vật học, khảo cổ học, khoa học pháp y, mồ học, địa chất trầm tích và các lĩnh vực khác.
Kỹ thuật này liên quan đến những thay đổi trong phân tử amino acid với thời gian trôi qua kể từ khi chúng được hình thành và tham gia vào các mô sinh học. Tất cả các amino acid ngoại trừ glycin (là axit đơn giản nhất) đều có đồng phân quang học, với hai cấu hình "D" (death) hoặc "L" (live), là hình ảnh phản chiếu gương của nhau.
Với một vài ngoại lệ, chỉ các đồng phân cấu hình "L" tham gia vào quá trình sống, nên các sinh vật sống thải loại các amino acid cấu hình "D", tức tỷ lệ D trên L có giá trị gần 0 ở mô sống. Khi sinh vật chết, việc kiểm soát cấu hình amino acid không còn nữa, và bắt đầu quá trình phân hóa về tỷ lệ D trên L bằng 1. Do đó việc đo tỷ lệ D trên L trong một mẫu cho phép tính được mẫu đã chết cách đây bao lâu.